# Kōfu
Kōfu (甲府市, Kōfu-shi) és la capital de la prefectura de Yamanashi, al Japó. Situada al centre de l'illa, en una conca rica en vinya. És un centre comercial i nucli d'indústria tèxtil (seda) i de vidre.

## Ciutats agermanades
- Des Moines, Iowa, USA
- Pau, França
- Lodi, Califòrnia, USA
- Chengdu, Xina
- Yamatokoriyama, Nara, Japó
- Cheongju, Corea del Sud